# Gefecht von Fréteval
Das Gefecht von Fréteval war ein militärischer Zusammenstoß im mittelalterlichen Frankreich. Es fand am 3. Juli 1194 in der Nähe von Fréteval im heutigen Département Loir-et-Cher statt. Es war zugleich auch das erste direkte militärische Zusammentreffen der verfeindeten Könige Philipp II. von Frankreich und Richard Löwenherz von England. 
Im Verlauf der Gefangenschaft Richard Löwenherz in Deutschland (1192–1194) hatte Philipp II. dessen Herrschaftsgebiet in Frankreich angegriffen und ihm mehrere Burgen abgenommen, im Sommer 1194 belagerte er die Burg von Vendôme. Zu dieser Zeit aber kehrte Richard aus seiner Gefangenschaft nach England zurück und landete wenig später mit einem Heer an der Küste der Normandie. Er marschierte in den Süden während zugleich sein Schwager und Verbündeter, Prinz Sancho von Navarra, ihm mit einem weiteren Heer entgegen zog und die Belagerung von Loches aufnahm. Richard marschierte auf ihn zu, um seine Kräfte mit ihm zu vereinen, bevor es aber dazu kam erfuhr der Prinz von Navarra vom Tod seines Vaters Ende Juni 1194, brach die Belagerung ab und marschierte in seine Heimat zurück.
Auf dem Marsch nach Loches durchzog Richard die Region des Vendômois, was von Philipp nicht unbemerkt blieb. Er beendete die Belagerung von Vendôme um sich in die Krondomäne zurückzuziehen. Aber schon bei Fréteval, ca. 20 km nordöstlich von Vendôme, stieß er mit dem Heer Richards eher unerwartet zusammen. Bedingt durch die schnelle Rückzugsbewegung war Philipp mit seinen Rittern seinem Tross mehrere Kilometer voraus geritten, der somit nahezu unverteidigt war. Richard ergriff die Gelegenheit und griff den Tross an, den er nach einem kurzen Gefecht eroberte. Philipp selbst griff nicht in das Kampfgeschehen ein und setzte den Rückzug fluchtartig fort.
Philipp verlor sein gesamtes Archiv sowie das königliche Siegel an Richard. Der erfuhr aus den Urkunden vom Verrat seines jüngeren Bruders Johann Ohneland, während seiner Gefangenschaft in Deutschland. Johann hatte damals dem französischen König in einem Geheimabkommen die Übergabe großer Territorien, wie auch die Huldigung als König von England versprochen, für den Fall, dass Richard vom Thron gestoßen werde. Richard erstattete seine Beute im Frieden von Louviers 1196 an Philipp zurück, allerdings um einige Dokumente und Steuerlisten, die Richards Gebiete in Frankreich betrafen, reduziert. Als Konsequenz dieses Verlustes schaffte Philipp den Brauch ab, das königliche Archiv mit der Person des Königs zu transportieren und richtete stattdessen in einem Flügel des Palais de la Cité von Paris ein zentrales Archiv ein. Aus diesem ging schließlich das französische Nationalarchiv hervor. Der Krieg wurde noch im Jahr 1196 wieder aufgenommen.

## Quelle
- Roger von Hoveden, Chronica, hrsg. von William Stubbs in: Rolls Series 51 (1870), Vol. 3, S. 255–256